# فلاخ
فلاخ (بالألمانية: Flaach) هي إحدى بلديات مقاطعة أندلفينغن في كانتون زيورخ في سويسرا. تبلغ مساحتها 10.16 كيلومتر مربع، ويقدر عدد سكانها بـ 1390 نسمة (حسب تعداد ديسمبر 2017).